# Рапопорт, Семён Исаакович (гастроэнтеролог)
Семён Исаа́кович Рапопо́рт (род. 21 января 1933, Москва) — советский, затем российский гастроэнтеролог. Доктор медицинских наук, профессор, Заслуженный деятель науки РФ, академик РАМНТ.

## Биография
В 1956 году окончил 1-й Московский медицинский институт имени И. М. Сеченова. В 1962—1973 годы работал в клинике пропедевтики внутренних болезней 1-го Московского медицинского института под руководством В. Х. Василенко.
Участвовал в организации Всесоюзного НИИ гастроэнтерологии МЗ СССР (открыт в 1967), был первым учёным секретарём института. В 1981 году участвовал в организации проблемной комиссии «Хронобиология и хрономедицина» АМН СССР, был учёным секретарём, в 2006—2012 — председателем проблемной комиссии «Хронобиология и хрономедицина».
Заведует лабораторией «Хрономедицина и новые технологии в клинике внутренних болезней», научно-исследовательским отделом «Метаболический синдром» ММА им. И. М. Сеченова.
Вице-президент научного общества «Солнце-Земля-Человек», председатель семинара «Биоритмология и мелатонин» московского общества испытателей природы при МГУ, член комитета по гелиобиологии ИКИ РАН, заместитель председателя ассоциации гастроэнтерологов России, заместитель главного редактора журнала «Клиническая медицина», член редколлегии «Российского журнала гастроэнтерологии, гепатологии, колопроктологии», редактор-консультант медицинского раздела «Большой Российской энциклопедии».

## Научная деятельность
В 1965 году защитил кандидатскую, в 1972 — докторскую диссертацию.
Основные направления исследований:
- актуальные проблемы гастроэнтерологии,
- хрономедицина,
- влияние гелиогеофизических факторов на течение заболеваний внутренних органов.

Впервые в мире Ф. И. Комаровым, С. И. Рапопортом и сотрудниками было начато изучение роли мелатонина в патогенезе обострений язвенной болезни, ишемической болезни сердца и гипертонической болезни; ими же впервые в мире рекомендовано включать мелатонин в лечение больных этих групп. Доказал биотропное действие магнитных бурь на человека, показаны механизмы их реализации и, также впервые в мире, использован мелатонин в их профилактике.
Подготовил 4 докторов и 19 кандидатов наук.
Автор более 700 научных работ, в том числе 4 руководств, 7 справочников, 14 монографий; 35 патентов.

### Избранные труды
- Беленков Ю. Н., Джериева И. С., Рапопорт С. И., Волкова Н. И. Метаболический синдром как результат образа жизни. — М.: Мед. информ. агентство, 2015. — 237 с. — 300 экз. — ISBN 978-5-9986-0214-6.
- Бреус Т. К., Рапопорт С. И. Магнитные бури : Мед.-биол. и геофиз. аспекты. — М : Сов. спорт, 2003. — 186+5 с. — 1500 экз. — ISBN 5-85009-861-5
- Калинин А. В., Маев И. В., Рапопорт С. И. Гастроэнтерология : справочник практического врача / под общ. ред. С. И. Рапопорта. — М.: МЕДпресс-информ, 2009. — 312 с. — 2000 экз. — ISBN 5-98322-521-9.
- Комаров Ф. И. и др. Хронобиология и хрономедицина : рук-во / [под ред. С. И. Рапопорта [и др.]]. — М.: МИА, 2012. — 480 с. — 1000 экз. — ISBN 978-5-8948-1892-4.
- Рапопорт С. И. Гастриты : пособие для врачей. — М. : Медпрактика-М, 2010. — 20 с. — 3000 экз. — ISBN 978-5-98803-214-4.
- Рапопорт С. И. Гастроэзофагеальная рефлюксная болезнь : пособие для врачей. — М.: Медпрактика-М, 2009. — 11 с. — 3000 экз. — ISBN 978-5-98803-157-4.
- Рапопорт С. И. Дифференциально-диагностическое значение цитологического метода в распознании рака желудка : (Клинико-морфол. исследование) : Автореф. дис. … д-ра мед. наук. — М., 1972. — 47 с.
- Рапопорт С. И. Эксфолиативная цитология в диагностике рака желудка : Автореф. дис. … канд. мед. наук. — М., 1965. — 16 с.
- Рапопорт С. И., Лакшин А. А., Ракитин Б. В., Трифонов М. М. pH-метрия пищевода и желудка при заболеваниях верхних отделов пищеварительного тракта / Под ред. Ф. И. Комарова. — М : Медпрактика-М, 2005. — 207 с. — 2000 экз. — ISBN 5-98803-014-9.
- Рапопорт С. И., Лядов К. В., Малиновская Н. К. Практическая гастроэнтерология: клиника, диагностика, лечение. — М.: Медпрактика-М, 2005. — 91 с. — 2000 экз. — ISBN 5-98803-018-1.
- Рапопорт С. И., Шубина Н. А. 13C дыхательный тест в практике гастроэнтеролога. — М.: Медпрактика-М, 2007. — 135 с. — 2000 экз. — ISBN 978-5-98803-053-9.
- Рапопорт С. И., Шубина Н. А. 13С-дыхательный тест — возможности и ограничения в диагностике заболеваний органов пищеварения. — М.: Медицинское информационное агентство, 2014. — 234 с. — 1000 экз. — ISBN 978-5-9986-0154-5.
- Соколов Л. К., Рапопорт С. И., Цодиков Г. В. Ранний рак желудка: диагностика, лечение и предупреждение. — М.: Знание, 1988. — 64 с. — (Новое в жизни, науке, технике. Медицина ; 1/1988). — 186356 экз.

## Награды и признание
- Заслуженный деятель науки РФ[1]
- премия им. В. Х. Василенко (2001) — за лучшую работу по терапии[1]
- премия академика М. П. Кончаловского
- медаль им. А. Л. Чижевского.

## Позиция по вопросу перехода на зимнее время
В качестве эксперта по хрономедицине неоднократно давал интервью СМИ по этому вопросу, высказывая противоположные позиции.
- «перевод часовых стрелок не влечёт за собой никаких вредных последствий для человеческого организма» АиФ, 2009
- «Существует биоритм, который приспособлен к определенному времени и месту, если происходит сдвиг, то это негативно сказывается на здоровье. От плохого самочувствия до летального исхода» gzt.ru, 2011
- «До того как ввели летнее время в прошлом году, было все вполне прилично. Год очень трудно прошел. Этого нельзя было делать. Если остановятся на зимнем времени — это правильное решение.» lenta.ru, 2012